# Spöktimmen: tänk inte på det
Spöktimmen: tänk inte på det (Haunting Hour: Don't think about it) är en amerikansk familje- och äventyrsfilm från 2007.

## Handling
En 13-årig tjej "Cassie" har svårt att anpassa sig till sin nya skola och staden familjen flyttat till. Men hon roar sig med att skämta med de populära eleverna i skolan och sin bror Max som är en gnällig unge som är rädd för allt. 
När Halloween närmar sig är Cassie ute efter något sätt att hämnas på en av eleverna i skolan. Hon hamnar i en mystisk Halloween-butik där hon möter en lika mystisk man som erbjuder henne att köpa en bok. Cassie blir intresserad av boken och köper den. Hon får en nyckel av den mystiske mannen och nyckeln går till låset på boken.
När sedan hennes lillebror tjatar om att hon ska läsa boken för honom ger hon till slut med sig och läser den för honom, trots att det finns en varning i bokens första sida att den ej får läsas högt. Detta är starten till äventyret i denna film.

## Huvudpersonerna spelas av
- Emily Osment
- Cody Linley
- Brittany Curran
- Tobin Bell